# The Forgiven (película de 2017)
The Forgiven es una película dramática británica de 2017 dirigida por Roland Joffé y protagonizada por Forest Whitaker y Eric Bana. Está basada en la obra El arzobispo y el anticristo de Michael Ashton y cuenta la historia del arzobispo Desmond Tutu y su búsqueda de respuestas durante la Comisión para la Verdad y la Reconciliación y sus reuniones con el personaje ficticio Piet Blomfeld.

## Sinopsis
Tras el fin del apartheid, el arzobispo Desmond Tutu dirige la Comisión para la Verdad y Reconciliación y visita la prisión de máxima seguridad Pollsmoor de Ciudad del Cabo para reunirse con Piet Blomfeld, un exoficial de la Fuerza de Defensa de Sudáfrica para evaluar su candidatura a la amnistía. Blomfeld es un posible testigo de los asesinatos cometidos durante el apartheid, particularmente el asesinato de la hija adolescente de la señora Morobe, quien le pide al Arzobispo que encuentre respuestas sobre su hija desaparecida. Blomfeld no muestra remordimiento ni deseo de hablar, sino que usa su tiempo durante las reuniones para reprender al arzobispo con insultos. Un suceso hace que Blomfeld reconsidere realizar su confesión, sin embargo otros poderes quieren impedirlo a toda costa.

## Reparto
- Forest Whitaker como Desmond Tutu.
- Eric Bana como Piet Blomfeld.
- Jeff Gum como Francois Schmidt.
- Morné Visser como Hansi Coetzee.
- Thandi Makhubele como el señor Morobe.
- Terry Norton como Lavinia.
- Osbert Solomons como Mogomat.
- Rob Gough como Howard Varney.
- Debbie Sherman como Linda Coetzee.
- Warrick Grier como Kruger.
- Nandiphile Mbeshu como Benjamin.